# Le Trouble-fesses
Le Trouble-fesses è un film del 1976 diretto da Raoul Foulon.